# Olympiahalle Innsbruck
Die Olympiahalle Innsbruck ist eine Mehrzweckhalle in der Tiroler Landeshauptstadt Innsbruck, Österreich.

## Geschichte

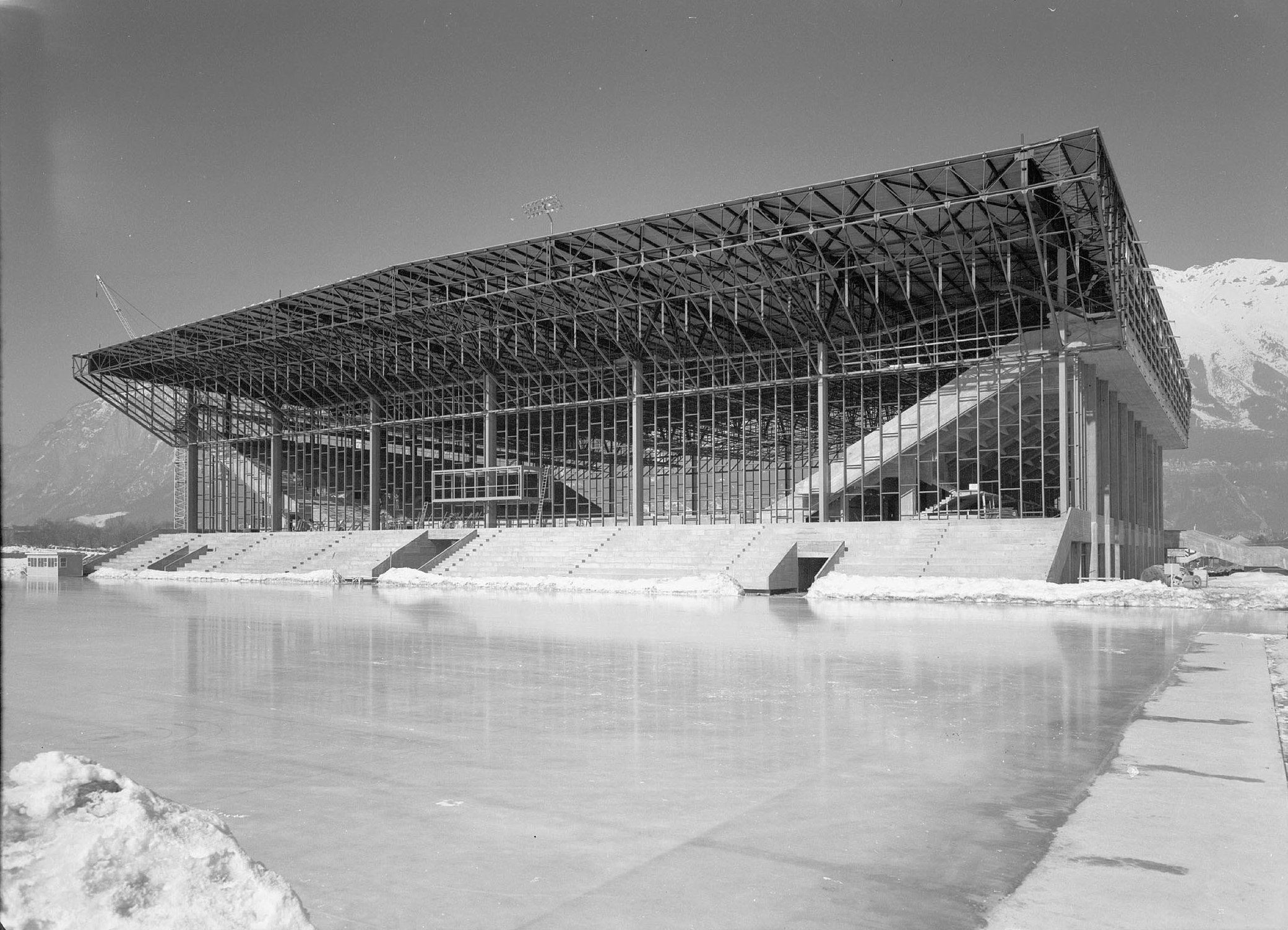
Das Eisstadion im Bau (1963)

Das 1964 von Architekt Hans Buchrainer geplante Eisstadion für die Olympischen Winterspiele verfügte damals über eine Kapazität von 10.836 Zuschauern. Zwölf Jahre später wurden 1976 wieder olympische Wettkämpfe in der Olympiahalle ausgetragen.
Für die Eishockey-Weltmeisterschaft der Herren 2005 wurde sie in eine Mehrzweckhalle umgebaut und eine zweite kleine Eishalle direkt daneben errichtet. Das Fassungsvermögen der Olympiahalle beträgt heute, je nach Veranstaltung, zwischen etwa 4.000 und 12.000 Zuschauern. In der kleineren Tiroler Wasserkraft Arena bieten sich 3.058 Tribünenplätze, davon 1.428 Stehplätze. Als weitere internationale Meisterschaft war die Olympiahalle einer der Austragungsorte der Handball-Europameisterschaft der Männer 2010. Im darauffolgenden Jahr machte die Volleyball-Europameisterschaft der Männer Station in der Halle.
Ein drittes Mal zu olympischen Ehren kam die Halle 2012, als Wettbewerbe der ersten Olympischen Jugend-Winterspiele im Eiskunstlauf und Shorttrack in der Arena ausgetragen wurden.
Der Eishockeyclub HC Innsbruck nutzte von 1994 bis 2005 die große Halle für alle Spiele. Seit Errichtung der kleineren Halle finden in der Olympiahalle nur noch bei Bedarf Play-off-Spiele statt.
2015 wurde erstmals das European Darts Matchplay in der Halle ausgetragen.
Von Jänner 2018 bis Abbruch wegen der COVID-19-Pandemie in der Saison 2019/20 und damit Auflösung der Vereinskooperation trug die Hypo Tirol Alpenvolleys Haching aus der Deutschen Volleyball-Bundesliga ihre Heimspiele grundsätzlich in der großen Halle aus. Einzelne Spiele fanden in Unterhaching statt.

## OlympiaWorld Innsbruck
Die Olympiahalle Innsbruck gehört neben weiteren Sport- und Veranstaltungsstätten der Stadt zur OlympiaWorld Innsbruck.
- Olympiahalle Innsbruck (multifunktional)[6]
- Tiroler Wasserkraft Arena (Eishockey)[7]
- Tivoli-Neu (Fußball)[8]
- Olympia Eiskanal Igls (Bobsport, Rennrodeln, Skeleton)[9]
- Landessportcenter Tirol[10]
- Außen-/Leichtathletikanlagen (Leichtathletik, Fußball, Eisschnelllauf, Eishockey)[11]
- WUB Skate/BMX Halle (Skateboarden, BMX, Inlineskaten)
- American Football Zentrum (American Football)

## Konzerte
Die Olympiahalle wird auch als Konzertarena genutzt. Über die Jahre traten viele nationale und internationale Künstler und Gruppen auf.
Eine Auswahl:
| - 23. September 1973: Rolling Stones, Billy Preston - 17. Dezember 1973: Deep Purple, Tucky Buzzard - 14. Mai 1974: Emerson, Lake and Palmer - 12. März 1977: Fats Domino - 9. Mai 1979: Fats Domino - 27. April 1980: Uriah Heep - 6. November 1982: Mike Oldfield - 6. Mai 1986: Status Quo - 28. November 1987: Bryan Adams - 2. September 1988: Iron Maiden - 10. November 1988: Status Quo - 9. Oktober 1990: Black Sabbath, Circus of Power - 11. Mai 1991: Fats Domino - 26. Oktober 1991: Roxette, Glass Tiger - 11. Oktober 1992: The Cure, Cranes - 12. Oktober 1992: Chris de Burgh - 26. Oktober 1993: Deep Purple - 11. Oktober 1996: Scorpions, Gotthard - 3. November 1996: Def Leppard - 7. November 1999: Cher | - 4. Mai 2000: Böhse Onkelz - 22. Mai 2002: Böhse Onkelz, Sub7even - 14. Dezember 2004: José Feliciano - 2. April 2005: Bryan Adams - 22. März 2007: Toto - 21. November 2008: Chuck Berry - 8. Juni 2009: Marilyn Manson - 12. Juni 2009: Lenny Kravitz - 1. Dezember 2009: The Prodigy - 22. November 2010: Simply Red - 12. Juni 2011: 30 Seconds to Mars - 8. November 2011: Bob Dylan, Mark Knopfler - 25. Mai 2013: Die Toten Hosen, Kopek - 26. März 2014: Kim Wilde, Alice Cooper, Midge Ure, Joe Lynn Turner, Bernie Shaw - 12. Mai 2014: The Australian Pink Floyd Show - 26. Januar 2020: Gregorian |

## Galerie

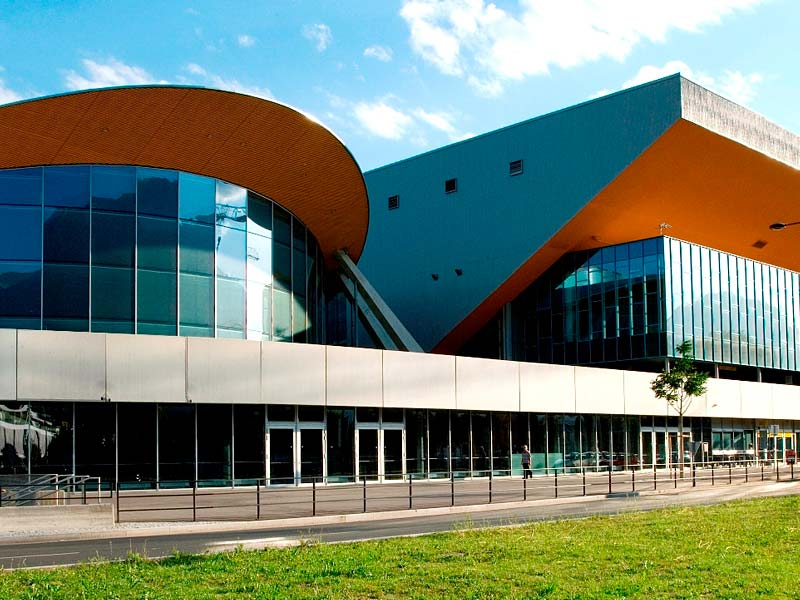
Die Tiroler Wasserkraft Arena (links) und die Olympiahalle